# Nephrodium sphaerocarpum
Nephrodium sphaerocarpum là một loài thực vật có mạch trong họ Dryopteridaceae. Loài này được (Fée) Hook. miêu tả khoa học đầu tiên năm 1862.